# Dinara Safina
Dinara Michajlovna Sáfina (in russo Динáра Миха́йловна Сáфина?; Mosca, 27 aprile 1986) è un'allenatrice di tennis ed ex tennista russa, sorella minore dell'ex tennista Marat Safin.
In carriera si è aggiudicata dodici tornei WTA in singolare, tra cui tre titoli equipollenti agli attuali WTA 1000. Nei tornei del Grande Slam ha raggiunto due volte la finale al Roland Garros e una agli Australian Open tra il 2008 ed il 2009, anno in cui è diventata anche numero uno del mondo. Ha vinto inoltre la medaglia d'argento alle Olimpiadi di Pechino 2008, venendo sconfitta in finale dalla connazionale Elena Dement'eva.
Buona doppista, è stata numero otto della classifica mondiale vincendo nove tornei WTA, tra cui gli US Open 2007 in coppia con la francese Nathalie Dechy. 
Perseguitata da numerosi infortuni, soprattutto alla schiena, ha formalmente disputato l'ultimo incontro nel 2011 ed ha annunciato il ritiro definitivo dalle competizioni nel 2014.
Suo fratello maggiore Marat Safin ha vinto due prove del Grande Slam ed ha raggiunto la prima posizione del ranking mondiale. I due rappresentano pertanto l'unica coppia di fratelli numero 1 al mondo nella storia del tennis nelle rispettive categorie, WTA ed ATP.

## Biografia
Alta 1,82 m per 70 kg, destrorsa, dal rovescio bimane, Dinara è un'ex tennista russa di etnia tatara ed è stata professionista dal 2001 al 2011. Nel 2005 ha contribuito alla vittoria della Russia in Fed Cup. Da juniores ha vinto il campionato del mondo del Les Petits As. L'11 maggio 2008 ha vinto il suo primo titolo Tier I a Berlino. Poche settimane dopo conferma i grandi progressi raggiungendo per la prima volta la finale in uno slam al Roland Garros, dove perde 6-4, 6-3 da Ana Ivanović ma dopo aver sconfitto le connazionali top-10 Marija Šarapova, Elena Dement'eva e Svetlana Kuznecova.
Durante l'estate, sul cemento nordamericano vince in successione a Los Angeles ed al Tier I di Montréal. Alle Olimpiadi di Pechino vince la medaglia d'argento in singolare, sconfitta da Elena Dement'eva. A settembre prosegue la scalata alle classifiche raggiungendo le semifinali allo U.S. Open (sconfitta da Serena Williams) ed imponendosi al Tier I di Tokyo in finale sulla Kuznecova, risultati che le hanno consentito di salire fino alla 3ª posizione mondiale.

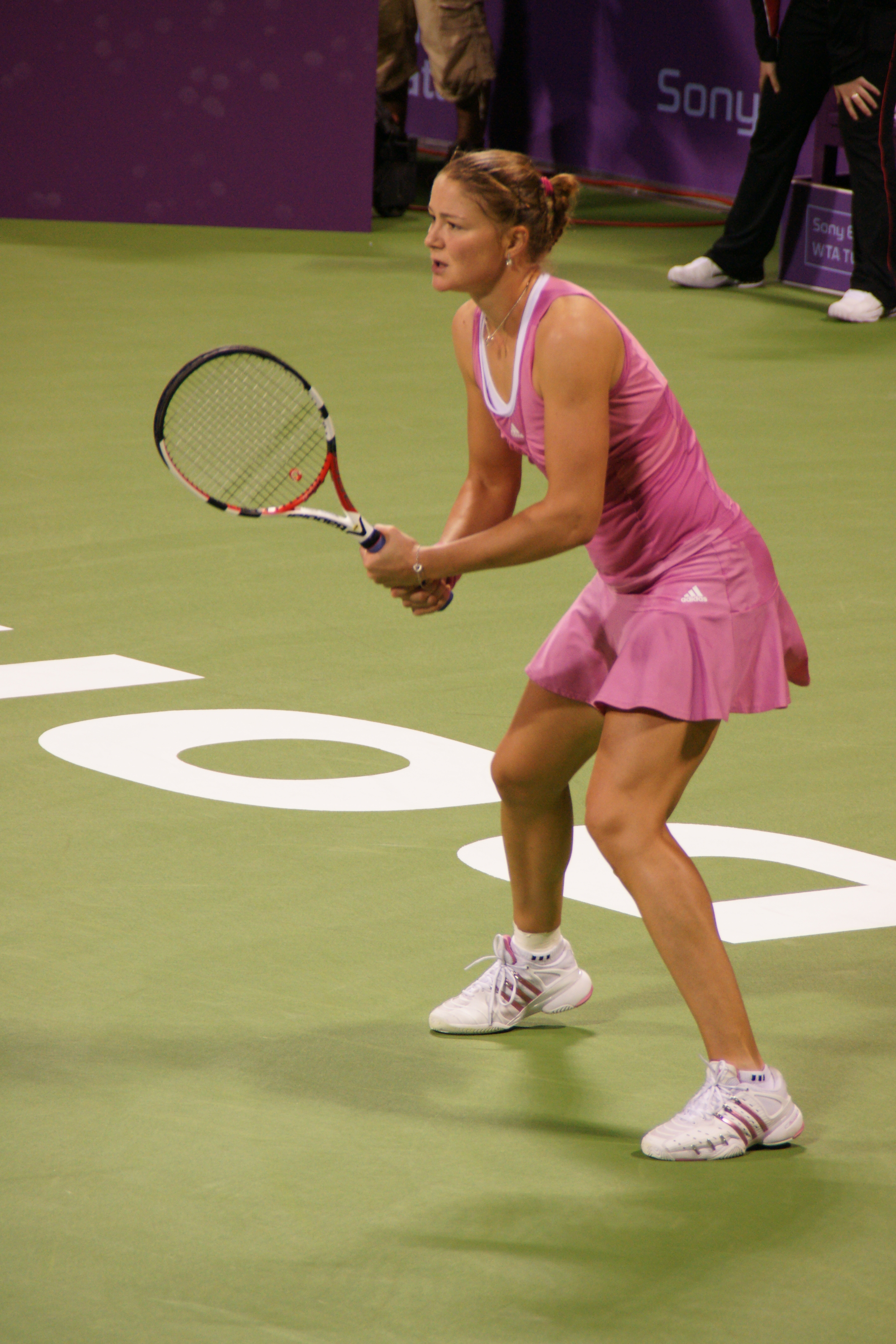
Dinara Safina nel 2008

Il 20 aprile 2009 diventa la nuova nº1 del ranking WTA, diciannovesima tennista di sempre (seconda russa dopo Marija Šarapova) a raggiungere questa posizione. Poco dopo conquista il suo 10º titolo in carriera a Roma. Al Roland Garros la Safina perde in finale contro la Kuznecova. A Wimbledon, dopo un buon torneo, la russa viene eliminata da Venus Williams in semifinale, e successivamente Dinara verrà eliminata al secondo turno degli US Open.
Alla fine dell'anno protesterà con la WTA perché riteneva di essere la numero 1, anche se la federazione l'aveva spostata in terza posizione. Il 2010 comincia abbastanza male per la Safina che viene eliminata al quarto turno degli Australian Open. La sua striscia negativa continua sulla terra rossa: a Roma viene eliminata al primo turno, proprio come al Roland Garros.
Con questi risultati, la tennista russa scivola dalla posizione nº3 del ranking alla nº20. Non partecipa a Wimbledon per un problema alla schiena. La tennista russa non riesce a riconfermarsi nemmeno sul cemento americano. Conclude l'anno alla posizione nº60 del ranking, ben lontano dalla vetta conquistata nel 2009. Condizionata da problemi fisici, disputa il 4 maggio 2011 l'ultima gara ufficiale. Il successivo 7 ottobre, il fratello Marat Safin ne annuncia il ritiro a seguito dei continui problemi alla schiena, che la affliggono dal 2010. La tennista annuncia subito dopo di non aver ancora deciso di ritirarsi e di aver bisogno di tempo prima di prendere tale decisione.
Nel giugno del 2012, la Safina annuncia di aver chiesto le wildcard per gli imminenti tornei Bank of the West Classic di Stanford, Montreal Open, Cincinnati Open e US Open, ma in una successiva intervista dichiara di aver ritirato la richiesta di queste wildcard. Annuncia definitivamente il proprio ritiro a Madrid l'11 maggio 2014, al termine delle finali del Mutua Madrid Open 2014, non riuscendo a guarire dai malanni alla schiena.

## Statistiche

### Singolare

#### Vittorie (12)
| Legenda: Prima del 2009 | Legenda: Dal 2009     |
| ----------------------- | --------------------- |
| Grande Slam (0)         |                       |
| Ori Olimpici (0)        |                       |
| WTA Championships (0)   |                       |
| Tier I (3)              | Premier Mandatory (1) |
| Tier II (2)             | Premier 5 (1)         |
| Tier III (2)            | Premier (0)           |
| Tier IV (1)             | International (1)     |
| Tier V (1)              |                       |

| No. | Data              | Torneo                                       | Superficie    | Avversario in finale | Punteggio     |
| 1.  | 27 luglio 2002    | Orange Prokom Open, Sopot                    | Terra rossa   | Henrieta Nagyová     | 6–3, 4–0 rit. |
| 2.  | 13 luglio 2003    | Internazionali Femminili di Palermo, Palermo | Terra rossa   | Katarina Srebotnik   | 6–3, 6–4      |
| 3.  | 13 febbraio 2005  | Open Gaz de France, Parigi                   | Sintetico (i) | Amélie Mauresmo      | 6–4, 2–6, 6–3 |
| 4.  | 15 maggio 2005    | I. ČLTK Prague Open, Praga                   | Terra rossa   | Zuzana Ondrášková    | 7–6(2), 6–3   |
| 5.  | 6 gennaio 2007    | Australian Women's Hardcourt, Gold Coast     | Cemento       | Martina Hingis       | 6–3, 3–6, 7–5 |
| 6.  | 11 maggio 2008    | Qatar Telecom German Open, Berlino           | Terra rossa   | Elena Dement'eva     | 3–6, 6–2, 6–2 |
| 7.  | 27 luglio 2008    | East West Bank Classic, Los Angeles          | Cemento       | Flavia Pennetta      | 6–4, 6–2      |
| 8.  | 3 agosto 2008     | Canada Masters, Montréal                     | Cemento       | Dominika Cibulková   | 6–2, 6–1      |
| 9.  | 21 settembre 2008 | Toray Pan Pacific Open, Tokyo                | Cemento       | Svetlana Kuznecova   | 6–1, 6-3      |
| 10. | 9 maggio 2009     | Internazionali BNL d'Italia, Roma            | Terra rossa   | Svetlana Kuznecova   | 6–3, 6-2      |
| 11. | 17 maggio 2009    | Mutua Madrileña Madrid Open, Madrid          | Terra rossa   | Caroline Wozniacki   | 6–2, 6-4      |
| 12. | 26 luglio 2009    | Banka Koper Slovenia Open, Portorose         | Cemento       | Sara Errani          | 6-7, 6–1, 7-5 |

#### Sconfitte (12)
| Legenda: Prima del 2009 | Legenda: Dal 2009     |
| ----------------------- | --------------------- |
| Grande Slam (3)         |                       |
| Argenti Olimpici (1)    |                       |
| WTA Championships (0)   |                       |
| Tier I (2)              | Premier Mandatory (0) |
| Tier II (0)             | Premier 5 (1)         |
| Tier III (3)            | Premier (2)           |
| Tier IV (0)             | International (0)     |
| Tier V (0)              |                       |

| No. | Data            | Torneo                               | Superficie      | Avversario in finale | Punteggio     |
| 1.  | 31 ottobre 2004 | BGL Luxembourg Open, Lussemburgo     | Cemento (i)     | Alicia Molik         | 3-6, 4-6      |
| 2.  | 21 maggio 2006  | Internazionali d'Italia, Roma        | Terra rossa     | Martina Hingis       | 2-6, 5-7      |
| 3.  | 24 giugno 2006  | Ordina Open, 's-Hertogenbosch        | Erba            | Michaëlla Krajicek   | 3-6, 4-6      |
| 4.  | 15 aprile 2007  | Family Circle Cup, Charleston        | Terra verde     | Jelena Janković      | 2-6, 2-6      |
| 5.  | 7 giugno 2008   | Open di Francia, Parigi              | Terra rossa     | Ana Ivanović         | 4-6, 3-6      |
| 6.  | 21 giugno 2008  | Ordina Open, 's-Hertogenbosch (2)    | Erba            | Tamarine Tanasugarn  | 5-7, 3-6      |
| 7.  | 17 agosto 2008  | Giochi Olimpici, Pechino             | Cemento         | Elena Dement'eva     | 6-3, 5-7, 3-6 |
| 8.  | 16 gennaio 2009 | Medibank International, Sydney       | Cemento         | Elena Dement'eva     | 3-6, 6-2, 1-6 |
| 9.  | 31 gennaio 2009 | Australian Open, Melbourne           | Cemento         | Serena Williams      | 0-6, 3-6      |
| 10. | 3 maggio 2009   | Porsche Tennis Grand Prix, Stoccarda | Terra rossa (i) | Svetlana Kuznecova   | 4-6, 3-6      |
| 11. | 6 giugno 2009   | Open di Francia, Parigi (2)          | Terra rossa     | Svetlana Kuznecova   | 4-6, 2-6      |
| 12. | 16 agosto 2009  | Western & Southern Open, Cincinnati  | Cemento         | Jelena Janković      | 4-6, 2-6      |

### Doppio

#### Vittorie (9)
| Legenda: Prima del 2009 | Legenda: Dal 2009     |
| ----------------------- | --------------------- |
| Grande Slam (1)         |                       |
| Ori Olimpici (0)        |                       |
| WTA Championships (0)   |                       |
| Tier I (1)              | Premier Mandatory (0) |
| Tier II (2)             | Premier 5 (0)         |
| Tier III (4)            | Premier (0)           |
| Tier IV (1)             | International (1)     |
| Tier V (0)              |                       |

| N. | Data              | Torneo                                       | Superficie  | Compagna                | Avversare in finale                       | Punteggio         |
| 1. | 26 settembre 2004 | China Open, Pechino                          | Cemento     | Emmanuelle Gagliardi    | Gisela Dulko María Vento-Kabchi           | 6-4, 6-4          |
| 2. | 18 giugno 2005    | Ordina Open, 's-Hertogenbosch                | Erba        | Anabel Medina Garrigues | Iveta Benešová Nuria Llagostera Vives     | 6–4, 2–6, 7–6(11) |
| 3. | 7 gennaio 2006    | Australian Women's Hardcourt, Gold Coast     | Cemento     | Meghann Shaughnessy     | Cara Black Rennae Stubbs                  | 6-2, 6-3          |
| 4. | 13 febbraio 2006  | Proximus Diamond Games, Anversa              | Cemento (i) | Katarina Srebotnik      | Stéphanie Foretz Gacon Michaëlla Krajicek | 6-1, 6-1          |
| 5. | 1º gennaio 2007   | Australian Women's Hardcourt, Gold Coast (2) | Cemento     | Katarina Srebotnik      | Iveta Benešová Galina Voskoboeva          | 6-3, 6-4          |
| 6. | 9 settembre 2007  | US Open, New York                            | Cemento     | Nathalie Dechy          | Chan Yung-jan Chuang Chia-jung            | 6-4, 6-2          |
| 7. | 5 gennaio 2008    | Australian Women's Hardcourt, Gold Coast (3) | Cemento     | Ágnes Szávay            | Yan Zi Zheng Jie                          | 6-1, 6-2          |
| 8. | 22 marzo 2008     | BNP Paribas Open, Indian Wells               | Cemento     | Elena Vesnina           | Yan Zi Zheng Jie                          | 6-1, 1-6, [10-8]  |
| 9. | 6 marzo 2011      | Malaysian Open, Kuala Lumpur                 | Cemento     | Galina Voskoboeva       | Noppawan Lertcheewakarn Jessica Moore     | 7–5, 2–6, [10–5]  |

#### Sconfitte (7)
| Legenda: Prima del 2009 |
| ----------------------- |
| Grande Slam (1)         |
| Argenti Olimpici (0)    |
| WTA Championships (0)   |
| Tier I (0)              |
| Tier II (4)             |
| Tier III (0)            |
| Tier IV (0)             |
| Tier V (2)              |

| N. | Data             | Torneo                                | Superficie    | Compagna                | Avversare in finale           | Punteggio              |
| 1. | 11 gennaio 2003  | Canberra Women's Classic, Canberra    | Cemento       | Dája Bedáňová           | Tathiana Garbin Émilie Loit   | 3-6, 6-3, 4-6          |
| 2. | 17 gennaio 2004  | Medibank International, Sydney        | Cemento       | Meghann Shaughnessy     | Cara Black Rennae Stubbs      | 5-7, 6-3, 4-6          |
| 3. | 10 gennaio 2005  | Moorilla Hobart International, Hobart | Cemento       | Anabel Medina Garrigues | Yan Zi Zheng Jie              | 4-6, 5-7               |
| 4. | 7 febbraio 2005  | Open Gaz de France, Parigi            | Sintetico (i) | Anabel Medina Garrigues | Iveta Benešová Květa Peschke  | 2-6, 6-2, 2-6          |
| 5. | 14 febbraio 2005 | Proximus Diamond Games, Anversa       | Sintetico (i) | Anabel Medina Garrigues | Cara Black Els Callens        | 6–3, 4-6, 4-6          |
| 6. | 8 settembre 2006 | US Open, New York                     | Cemento       | Katarina Srebotnik      | Nathalie Dechy Vera Zvonarëva | 6(5)–7, 5–7            |
| 7. | 7 ottobre 2007   | Porsche Tennis Grand Prix, Stoccarda  | Cemento (i)   | Chan Yung-jan           | Květa Peschke Rennae Stubbs   | 7-6(5), 6(4)-7, [2-10] |

## Risultati in progressione
| Sigla | Risultato               |
| ----- | ----------------------- |
| V     | Vincitore               |
| F     | Finalista               |
| SF    | Semifinalista           |
| O     | Oro olimpico            |
| A     | Argento olimpico        |
| SF    | Bronzo olimpico         |
| QF    | Quarti di Finale        |
| 4T    | Quarto turno            |
| 3T    | Terzo turno             |
| 2T    | Secondo turno           |
| 1T    | Primo turno             |
| RR    | Round Robin             |
| LQ    | Turno di qualificazione |
| A     | Assente                 |
| ND    | Non disputato           |

| Legenda superfici    |
| -------------------- |
| Cemento              |
| Terra battuta        |
| Erba                 |
| Superficie variabile |

### Singolare
| Tornei del Grande Slam |                 |                 |                 |                 |                 |                 |                 |               |               |               |               |                        |                        |                        |
| Australian Open        | Assente         | Assente         | 1T              | 3T              | 2T              | 2T              | 3T              | 1T            | F             | 4T            | 1T            | 0 / 9                  | 15–9                   | 63%                    |
| Open di Francia        | Assente         | Assente         | 1T              | 2T              | 1T              | QF              | 4T              | F             | F             | 1T            | A             | 0 / 8                  | 20–8                   | 71%                    |
| Wimbledon              | A               | Q3              | 1T              | 1T              | 3T              | 3T              | 2T              | 3T            | SF            | Assente       | Assente       | 0 / 7                  | 12–7                   | 63%                    |
| US Open                | A               | 2T              | 4T              | 1T              | 1T              | QF              | 4T              | SF            | 3T            | 1T            | A             | 0 / 9                  | 18–9                   | 67%                    |
| Vittorie-sconfitte     | 0–0             | 1–1             | 3–4             | 3–4             | 3–4             | 11–4            | 9–4             | 13–4          | 19–4          | 3–3           | 0–1           | 0 / 33                 | 65–33                  | 66%                    |
| Giochi Olimpici        |                 |                 |                 |                 |                 |                 |                 |               |               |               |               |                        |                        |                        |
| Giochi olimpici estivi | Non disputato   | Non disputato   | Non disputato   | A               | Non disputato   | Non disputato   | Non disputato   | A             | Non disputato | Non disputato | Non disputato | 0 / 1                  | 5–1                    | 83%                    |
| Tornei di fine anno    |                 |                 |                 |                 |                 |                 |                 |               |               |               |               |                        |                        |                        |
| Tour Championships     | Non qualificata | Non qualificata | Non qualificata | Non qualificata | Non qualificata | Non qualificata | Non qualificata | RR            | RR            | DNQ           | DNQ           | 0 / 2                  | 0–4                    | 0%                     |
| WTA Premier Mandatory  |                 |                 |                 |                 |                 |                 |                 |               |               |               |               |                        |                        |                        |
| Indian Wells           | Assente         | Assente         | 1T              | A               | 3T              | QF              | 3T              | 3T            | QF            | A             | 4T            | 0 / 7                  | 12–7                   | 63%                    |
| Miami                  | Assente         | Assente         | 2T              | 2T              | 2T              | 2T              | 4T              | QF            | 3T            | A             | 2T            | 0 / 8                  | 8–8                    | 50%                    |
| Madrid                 | Non disputato   | Non disputato   | Non disputato   | Non disputato   | Non disputato   | Non disputato   | Non disputato   | Non disputato | V             | 1T            | 2T            | 1 / 3                  | 6–2                    | 75%                    |
| Pechino                | Tier IV         | Tier IV         | Tier II         | Tier II         | Tier II         | Tier II         | Tier II         | Tier II       | 2T            | 1T            | A             | 0 / 2                  | 1–2                    | 33%                    |
| WTA Premier 5          |                 |                 |                 |                 |                 |                 |                 |               |               |               |               |                        |                        |                        |
| Dubai                  | Tier II         | Tier II         | Tier II         | Tier II         | Tier II         | Tier II         | Tier II         | Tier II       | 2T            | Assente       | Assente       | 0 / 1                  | 0–1                    | 0%                     |
| Roma                   | Assente         | Assente         | 2T              | 2T              | A               | F               | QF              | A             | V             | 2T            | A             | 1 / 6                  | 14–5                   | 74%                    |
| Montréal / Toronto     | Assente         | Assente         | Assente         | Assente         | 2T              | SF              | 3T              | V             | 2T            | 3T            | A             | 1 / 6                  | 13–5                   | 72%                    |
| Cincinnati             | Non disputato   | Non disputato   | Non disputato   | Tier III        | Tier III        | Tier III        | Tier III        | Tier III      | F             | 2T            | A             | 0 / 2                  | 5–2                    | 71%                    |
| Tokyo                  | Assente         | Assente         | Assente         | Assente         | Assente         | Assente         | Assente         | V             | 2T            | 1T            | A             | 1 / 3                  | 4–2                    | 67%                    |
| Tier I                 |                 |                 |                 |                 |                 |                 |                 |               |               |               |               |                        |                        |                        |
| Doha                   | Tier III        | Tier III        | Tier III        | Tier II         | Tier II         | Tier II         | Tier II         | 3T            | Non disputato | Non disputato | P             | 0 / 1                  | 2–1                    | 67%                    |
| Charleston             | Assente         | Assente         | Assente         | Assente         | Assente         | QF              | F               | 3T            | Premier       | Premier       | Premier       | 0 / 3                  | 7–3                    | 70%                    |
| Berlino                | Assente         | Assente         | 2T              | 1T              | 2T              | QF              | QF              | V             | Non disputato | Non disputato | Non disputato | 1 / 6                  | 13–5                   | 72%                    |
| San Diego              | Tier II         | Tier II         | Tier II         | A               | 3T              | 1T              | 3T              | Non disputato | Non disputato | Premier       | Premier       | 0 / 3                  | 3–3                    | 50%                    |
| Mosca                  | Q1              | 2T              | 2T              | 2T              | QF              | 1T              | SF              | SF            | Premier       | Premier       | Premier       | 0 / 7                  | 11–7                   | 61%                    |
| Zurigo                 | Assente         | Assente         | Assente         | Assente         | Assente         | Assente         | 1T              | T II          | Non disputato | Non disputato | Non disputato | 0 / 1                  | 0–1                    | 0%                     |
| Carriera               | 2001            | 2002            | 2003            | 2004            | 2005            | 2006            | 2007            | 2008          | 2009          | 2010          | 2011          | No.                    | No.                    | No.                    |
| Titoli vinti–finali    |                 |                 |                 |                 |                 |                 |                 |               |               |               |               |                        |                        |                        |
| Tornei giocati         | 0               | 6               | 16              | 19              | 21              | 21              | 23              | 21            | 19            | 16            | 9             | 171                    | 171                    | 171                    |
| Titoli vinti           | 0               | 1               | 1               | 0               | 2               | 0               | 1               | 4             | 3             | 0             | 0             | 12                     | 12                     | 12                     |
| Finali raggiunte       | 0               | 1               | 1               | 1               | 2               | 2               | 2               | 7             | 8             | 0             | 0             | 24                     | 24                     | 24                     |
| Vittorie-sconfitte     |                 |                 |                 |                 |                 |                 |                 |               |               |               |               |                        |                        |                        |
| Cemento                | N.D.            | 2–2             | 8–9             | 11–8            | 16–12           | 19–11           | 19–11           | 36–14         | 27–12         | 12–11         | 5–6           | 5 / 99                 | 155–96                 | 62%                    |
| Terra rossa            | N.D.            | 9–2             | 9–4             | 4–6             | 9–3             | 16–5            | 13–5            | 14–3          | 20–2          | 1–4           | 6–2           | 6 / 43                 | 101–36                 | 74%                    |
| Erba                   | N.D.            | N.D.            | 0–1             | 0–2             | 4–2             | 5–2             | 4–2             | 5–2           | 8–2           | 0–1           | 0–0           | 0 / 14                 | 26–14                  | 65%                    |
| Sintetico              | N.D.            | 1–1             | 1–1             | 5–3             | 7–2             | 4–3             | 7–4             | 0–0           | 0–0           | 0–0           | 0–0           | 1 / 15                 | 25–14                  | 64%                    |
| Totale                 | 0–0             | 12–5            | 18–15           | 20–19           | 36–19           | 44–21           | 43–22           | 55–19         | 55–16         | 13–16         | 11–8          | 12 / 171               | 307–160                | 66%                    |
| %Vittorie              | 0%              | 71%             | 55%             | 51%             | 65%             | 68%             | 66%             | 74%           | 77%           | 45%           | 58%           | 65.74%                 | 65.74%                 | 65.74%                 |
| Ranking di fine anno   |                 |                 |                 |                 |                 |                 |                 |               |               |               |               |                        |                        |                        |
| Ranking                | 394             | 68              | 54              | 44              | 20              | 11              | 15              | 3             | 2             | 62            | 129           | No. 1 (20 aprile 2009) | No. 1 (20 aprile 2009) | No. 1 (20 aprile 2009) |

## Vittorie contro giocatrici Top 10
| Stagione | 2005 | 2006 | 2007 | 2008 | 2009 | 2010 | 2011 | Totale |
| Vittorie | 2    | 4    | 2    | 12   | 4    | 2    | 1    | 27     |

| #    | Giocatrice             | Ranking | Evento                            | Superficie    | Turno | Punteggio           | Rank. DSR |
| ---- | ---------------------- | ------- | --------------------------------- | ------------- | ----- | ------------------- | --------- |
| 2005 |                        |         |                                   |               |       |                     |           |
| 1.   | Amélie Mauresmo        | 4       | Open Gaz de France, Parigi        | Cemento (i)   | F     | 6-4, 2-6, 6-3       | 48        |
| 2.   | Marija Šarapova (1)    | 1       | Kremlin Cup, Mosca                | Sintetico (i) | QF    | 1-6, 6-4, 7-5       | 24        |
| 2006 |                        |         |                                   |               |       |                     |           |
| 3.   | Kim Clijsters          | 2       | Internazionali d'Italia, Roma     | Terra rossa   | 3T    | 6-4, 7-6(2)         | 19        |
| 4.   | Elena Dement'eva (1)   | 8       | Internazionali d'Italia, Roma     | Terra rossa   | QF    | 6-1, 6-1            | 19        |
| 5.   | Svetlana Kuznecova (1) | 10      | Internazionali d'Italia, Roma     | Terra rossa   | SF    | 3-6, 6-4, 7-5       | 19        |
| 6.   | Marija Šarapova (2)    | 4       | Open di Francia, Parigi           | Terra rossa   | 4T    | 7-5, 2-6, 7-5       | 17        |
| 2007 |                        |         |                                   |               |       |                     |           |
| 7.   | Martina Hingis         | 7       | Australian Hardcourts, Gold Coast | Cemento       | F     | 6-3, 3-6, 7-5       | 11        |
| 8.   | Anna Čakvetadze        | 6       | Kremlin Cup, Mosca                | Cemento (i)   | 2T    | 7-6(6), 6-2         | 17        |
| 2008 |                        |         |                                   |               |       |                     |           |
| 9.   | Justine Henin          | 1       | German Open, Berlino              | Terra rossa   | 3T    | 5-7, 6-3, 6-1       | 17        |
| 10.  | Serena Williams        | 6       | German Open, Berlino              | Terra rossa   | QF    | 2-6, 6-1, 7-6(5)    | 17        |
| 11.  | Elena Dement'eva (2)   | 9       | German Open, Berlino              | Terra rossa   | F     | 3-6, 6-2, 6-2       | 17        |
| 12.  | Marija Šarapova (3)    | 1       | Open di Francia, Parigi           | Terra rossa   | 4T    | 6(6)-7, 7-6(5), 6-2 | 14        |
| 13.  | Elena Dement'eva (3)   | 8       | Open di Francia, Parigi           | Terra rossa   | QF    | 4-6, 7-6(5), 6-0    | 14        |
| 14.  | Svetlana Kuznecova (2) | 4       | Open di Francia, Parigi           | Terra rossa   | SF    | 6-3, 6-2            | 14        |
| 15.  | Elena Dement'eva (4)   | 5       | Rosmalen Open, Rosmalen           | Erba          | SF    | 6-3, 6-2            | 9         |
| 16.  | Jelena Janković (1)    | 2       | LA Championships, Los Angeles     | Cemento       | SF    | 7-6(3), 6-1         | 9         |
| 17.  | Svetlana Kuznecova (3) | 4       | Canadian Open, Montréal           | Cemento       | QF    | 2-6, 6-3, 6-2       | 8         |
| 18.  | Jelena Janković (2)    | 1       | Giochi Olimpici, Pechino          | Cemento       | QF    | 6-2, 5-7, 6-3       | 6         |
| 19.  | Svetlana Kuznecova (4) | 7       | Pan Pacific Open, Tokyo           | Cemento       | F     | 6-1, 6-3            | 5         |
| 20.  | Svetlana Kuznecova (5) | 7       | Kremlin Cup, Mosca                | Cemento (i)   | QF    | 6-4, 7-5            | 3         |
| 2009 |                        |         |                                   |               |       |                     |           |
| 21.  | Vera Zvonarëva         | 7       | Australian Open, Melbourne        | Cemento       | SF    | 6-3, 7-6(4)         | 3         |
| 22.  | Venus Williams         | 5       | Internazionali d'Italia, Roma     | Terra rossa   | SF    | 6(3)-7, 6-3, 6-4    | 1         |
| 23.  | Svetlana Kuznecova (6) | 8       | Internazionali d'Italia, Roma     | Terra rossa   | F     | 6-3, 6-2            | 1         |
| 24.  | Viktoryja Azaranka     | 9       | Open di Francia, Parigi           | Terra rossa   | QF    | 1-6, 6-4, 6-2       | 1         |
| 2010 |                        |         |                                   |               |       |                     |           |
| 25.  | Agnieszka Radwańska    | 10      | Sydney International, Sydney      | Cemento       | 2T    | 7-5, 6-4            | 2         |
| 26.  | Francesca Schiavone    | 7       | Pilot Pen Tennis, New Haven       | Cemento       | 1T    | 1-6, 6-3, 6-1       | 59        |
| 2011 |                        |         |                                   |               |       |                     |           |
| 27.  | Samantha Stosur        | 4       | Indian Wells Open, Indian Wells   | Cemento       | 3T    | 7-6(2), 6-4         | 108       |